# Battista Guarino
- Para el poeta y escritor del XVI, a veces nombrado como Battista Guarini, véase Gian Battista Guarini

Battista Guarini (Ferrara, 1434 - íd., 1503) fue un humanista y helenista italiano, hijo y sucesor en la Universidad de Ferrara (1460) de la cátedra del también humanista Guarino de Verona.

## Biografía
Tuvo por maestros a su padre y a sus hermanos mayores, con los que tuvo que colaborar desde muy joven en sus trabajos docentes. El 18 de octubre de 1453 pronunció la oración inaugural del curso de su padre, De septem artibus liberalibus in incohando felici Ferrariensi Gymnasio. Desde 1455 hasta 1457 fue lector de retórica y poesía en la Universidad de Bolonia. Por entonces se carteaba con Poggio Bracciolini discutiendo si eran mejores los comentarios a Virgilio de Donato o los de Servio; Poggio defendía al último. También estudiaba los manuscritos de Catulo; le pedían que compusiese muchos epitafios y discursos en latín. Desde 1460, cuando sucedió a su padre en la cátedra de Ferrara, no se movió de la ciudad y fue un formidable maestro, enteramente consagrado a la enseñanza: entre sus muchos alumnos ilustres, pueden recordarse a Regiomontanus (Johann Müller) entre 1462 y 1463; a Rodolfo Agrícola (Roelof Huusman) de 1475 a 1479; al húngaro Peter Garázda alrededor de 1469; a Giovanni Pico della Mirandola y al famoso impresor Aldo Manuzio desde 1479, a Celio Calcagnini y a Lilio Gregorio Giraldi a finales de siglo, y nuevamente Iacopo Costanzi, Daniele Fini, Bartolomeo Fonzio, Ercole Strozzi y Tebaldo Tebaldi. En 1496 Isabella d'Este le exoneró de pagar gabelas y su situación económica mejoró un poco, hasta el punto de ponerse a construir una nueva casa. Pero ya estaba muy viejo y achacoso, y murió en 1503.

## Obras
- De ordine docendi ac studendi, a cura di L. Piacente, Bari 1975
- Opuscula, a cura di L. Piacente, ibid. 1995 (contiene, además del De ordine, 25 epístolas, 5 discursos, 3 epitalamios, el texto del Sabellico sobre el renacimiento del latín, 5 traducciones al latín etc.)
- La didattica del greco e del latino: De ordine docendi ac studendi e altri scritti, a cura di L. Piacente, ibid. 2002